# Fernando Moniz
Fernando Ribeiro Moniz (ur. 29 lipca 1953 w Vila Nova de Famalicão) – portugalski polityk i samorządowiec, parlamentarzysta krajowy, eurodeputowany IV kadencji.

## Życiorys
Z wykształcenia prawnik. Zaangażował się w działalność polityczną w ramach Partii Socjalistycznej. Od 1987 do 1991 po raz pierwszy zasiadał w Zgromadzeniu Republiki (V kadencji). Był także członkiem zarządu gminy Vila Nova de Famalicão.
Od 1994 do 1999 sprawował mandat eurodeputowanego IV kadencji, zasiadając w grupie socjalistycznej i pełniąc funkcję wiceprzewodniczącego Komisji ds. Stosunków Gospodarczych z Zagranicą. W latach 1999–2001, 2005–2009 i 2009–2011 pełnił funkcję przedstawiciela rządu portugalskiego (governador civil) w dystrykcie Braga.
W latach 1999–2011 ponownie wchodził w skład krajowego parlamentu (VIII, IX, X i XI kadencji). Pozostał aktywnym działaczem socjalistów, m.in. w 2014 kandydował z ich ramienia do Europarlamentu.